# Ophrysie de l'Himalaya
Ophrysia superciliosa
Genre
Espèce
Statut de conservation UICN

 CR D : 
En danger critique
L’Ophrysie de l'Himalaya  (Ophrysia superciliosa) est une espèce d'oiseaux qui n'a pas été observée avec certitude depuis 1876, et ce malgré de nombreuses recherches. Il semble avoir souffert de la chasse et de la dégradation de son habitat. On estime cependant qu'il est encore possible de la découvrir. Le Congrès ornithologique international le considère comme éteint.
Le genre Ophrysia ne comprend qu’une seule espèce dont la position taxonomique n’est pas claire en raison de ses caractères très particuliers. L’Ophrysie de l’Himalaya ressemble plus à une perdrix qu’à une caille mais le dimorphisme sexuel est très marqué, les pattes sont courtes et munies d’éperons, le bec est fort, les plumes du corps sont étonnamment allongées et lancéolées comme chez les ithagines, les rectrices, au nombre de 10, sont longues, mesurant 80 % de la longueur des rémiges. L’Ophrysie de l’Himalaya présente aussi la particularité d’être en danger critique d’extinction, voire éteinte (Hennache & Ottaviani 2011).

## Distribution
Cette espèce n’est représentée que par neuf spécimens conservés dans quatre musées : un couple aux National Museums and Galleries de Merseyside, Liverpool ; un mâle au Rijksmuseum van Natuurlijke, Leyde ; trois mâles et deux femelles au Natural History Museum, Tring ; un mâle à l'American Museum of Natural History, New York. Les seuls secteurs géographiques reconnus aujourd’hui pour l’Ophrysie de l’Himalaya sont les alentours de Mussoorie et de Nainital, Suwakholi et Jharipani étant situées non loin de Mussoorie.

## Habitat
Les observations du XIXe siècle ont été faites sur des pentes abruptes couvertes de grandes herbes et de buissons, orientées sud, entre 1650 m  et 2400 m. Comme nous l’avons dit plus haut, diverses théories ont suggéré d’autres types d’habitats mais cette espèce n’a été retrouvée dans aucun d’entre eux (Hennache & Ottaviani 2011).

## Mœurs
Cette perdrix vivrait en compagnies de 6 à 12 oiseaux, et serait extrêmement discrète, refusant de s’envoler et, si elle le fait, c’est d’un vol lourd, pratiquement dans les pieds de l’observateur, pour se reposer à quelques mètres et détaler en courant. Sa seule alimentation connue consiste en graines de graminées. On ne sait si cette espèce est sédentaire ou migratrice partielle car toutes les collectes faites à Mussoorie et Naini Tal l’ont été durant l’hiver, ce qui pourrait indiquer qu’elle niche à plus haute altitude (Hennache & Ottaviani 2011).

## Voix
D’après Ali & Ripley (1978), le cri poussé au nourrissage est bas, court, ressemblant à celui d’une caille, et le cri d’alarme est un sifflement strident.

## Nidification
Elle est inconnue.

## Statut, conservation
L’Ophrysie de l’Himalaya est classée « en danger critique d’extinction » par l’UICN. Elle n’a pas été retrouvée depuis plus d’un siècle et sa population pourrait avoir beaucoup souffert de la chasse et de la dégradation de son habitat dès le XIXe siècle, durant la période coloniale. Les chasseurs la repéraient facilement en novembre grâce à son cri qui permettait de la localiser. Par ailleurs les changements survenus dans les biotopes de basse altitude après la glaciation post-pléistocène pourrait avoir repoussé les populations d’Ophrysies en altitude, dans un environnement moins accueillant les menant à des extinctions locales (Hennache & Ottaviani 2011).